# Hydrochus brevis
Hydrochus brevis är en skalbaggsart som först beskrevs av Herbst 1793.  Hydrochus brevis ingår i släktet Hydrochus, och familjen gyttjebaggar. Arten är reproducerande i Sverige.